# Sklaverei innerhalb von Subsahara-Afrika
Sklaverei innerhalb von Subsahara-Afrika umfasst Sklaverei und Sklavenhandel innerhalb der Länder Subsahara-Afrikas und existierte bereits vor der Ankunft arabischer und europäischer Sklavenhändler.
Genaue Daten sind kaum zu erhalten, da im Gegensatz etwa zum Atlantischen Sklavenhandel keine Aufzeichnungen und Statistiken existieren. Die innerafrikanische Sklaverei betraf schätzungsweise etwa 10–15 Millionen Menschen.

## Verbreitung
Seit etwa 500 n. Chr. war Afrika ein Zentrum von Sklaverei. Sklaven wurden sowohl in Karawanen auf dem Landweg exportiert als auch per Schiff auf dem Seeweg. Mit der islamischen Expansion erreichte die Zwangsmigration innerhalb Afrikas durch Razzien arabisch-berberischer Gruppen eine neue Qualität. Es wird geschätzt, dass es mehr Sklaven innerhalb Afrikas gab als solche, die exportiert wurden. Der Schweizer Hans Fässler nimmt an, dass die innerafrikanische Sklaverei etwa 10–15 Millionen Menschen betraf.
Gemäß Berichten arabischer Reisender und europäischer Beobachter war Sklaverei in den westafrikanischen Reichen Ghana, Mali und Songhai, im Aschanti-Reich im heutigen Ghana, in Dahomey (Benin), bei den Hausa und Yoruba im heutigen Nigeria sowie im Kongo-Gebiet weit verbreitet.
Die äthiopischen Königreiche der Gibe-Region exportierten jährlich etwa 7.000 Sklaven in das übrige Äthiopien und ins Ausland, wobei gegenseitige Überfälle und Angriffe auf benachbarte Stämme als Sklaven-Beschaffungsquelle dienten.

## Stellung der Sklaven
Sklaven arbeiteten im Haushalt und in der Landwirtschaft, wurden aber auch als gefügige Amtsträger in die traditionellen Staatsapparate integriert.
Die meisten Sklaven waren Kriegsgefangene, die in Kriegen und gezielten Razzien gegen andere Stämme erbeutet wurden. Daneben gab es auch Sklaven, die von tributpflichtigen Stämmen als Tribut gestellt wurden, und es konnte auch Verschuldung zur Versklavung innerhalb des eigenen Stammes führen. Vereinzelt gab es auch Kinder, die von ihren Familien in die Sklaverei verkauft worden waren, und es gab in seltenen Fällen auch Sklaverei im Kontext der Religion (beispielsweise Trokosi).
Sklaven durften heiraten, Kinder aufziehen, Häuser und Habseligkeiten besitzen. Freilassungen kamen vor. Die genauen Modalitäten der Sklaverei vor dem 19. Jahrhundert sind jedoch wegen der häufig problematischen Quellenlage und der Größe und Unterschiedlichkeit des betreffenden Gebiets schwierig zu eruieren.

## Bedeutung für den atlantischen Sklavenhandel
Für die europäischen Sklavenhändler, die ab dem 15. Jahrhundert bis in das 19. Jahrhundert Sklaven aus Afrika bezogen, um diese in ihren Kolonien in Amerika einzusetzen, war die Existenz des innerafrikanischen Sklavenhandels eine der Voraussetzungen ihrer Tätigkeit. So gingen sie kaum selbst auf Sklavenjagd, sondern konnten die Menschen bei afrikanischen (und arabischen) Sklavenhändlern und Herrschern einkaufen. Diese erhielten im Gegenzug aus Europa „Luxusgüter“ wie Feuerwaffen, Textilien und Alkohol sowie Kaurischnecken.

## Bedeutung für den orientalischen Sklavenhandel
Auch der ältere und zahlenmäßig umfangreichere transsaharanische und ostafrikanische Sklavenhandel entwickelte sich auf der Grundlage afrikanischer Fangpraxis. Er wurde meistens von Arabern betrieben und betraf in Westafrika ausschließlich von Afrikanern erbeutete Menschen. Im 19. Jahrhundert griffen die Äthiopier und Araber im Sudan und in Innerostafrika massiv in die Sklavenbeschaffung ein. Äthiopier verkauften Sklaven auf den Märkten gegen Maria-Theresien-Taler und Amoli (Salzbarren).

## Innerafrikanische Sklaverei heute
Im Zuge der europäischen Kolonialisierung Afrikas wurde der innerafrikanische Sklavenhandel wie auch der Sklavenhandel der Araber (siehe Ostafrikanischer Sklavenhandel) allmählich zurückgedrängt, bestand jedoch noch lange im Verborgenen fort.

Traditionelle Formen der Sklaverei gibt es bis heute als Sklaverei im Sudan, in Mauretanien und in Westafrika in Mali und im Niger (Iklan-Nachkommen unter den Tuareg in den beiden letztgenannten Staaten). 
 Teilweise überlagern sie sich mit dem modernen Kinderhandel, von dem in Westafrika laut UNICEF 200.000 Kinder betroffen sind.